# Metin Yılmaz
Metin Yılmaz (* 1945) ist ein ehemaliger türkischer Fußballspieler, der von 1967 bis 1974 für die Mannschaft von MKE Ankaragücü in der Süper Lig spielte.

## Sportlicher Werdegang
Yılmaz spielte in der Jugendabteilung von Ankara Havgücü. 1967 begann er beim Erstligisten MKE Ankaragücü, mit dem er das Viertelfinale im Pokalwettbewerb 1967/68 erreichte und mit fünf Treffern einer der beiden Torschützenkönige des Wettbewerbs wurde. Die Mannschaft scheiterte am späteren Finalisten Altay Izmir. Bis 1974 lief er in der Folge noch für den Klub in der höchsten Spielklasse auf und stand beim Gewinn des Landespokals im Wettbewerb 1971/72 gegen Altay Izmir unter Trainer Ziya Taner in beiden Spielen auf dem Feld. Beim erneuten Finaleinzug in der Folgesaison konnte der Titel gegen den damaligen Meister Galatasaray Istanbul trotz zwischenzeitlicher 1:0-Führung im Hinspiel durch Yılmaz nicht verteidigt werden. Ab 1974 spielte er für den Absteiger Mersin İdman Yurdu in der zweiten Liga, nach dessen Wiederaufstieg 1976 gehörte er nicht mehr zum Kader.

## Erfolge
- Türkischer-Fußballpokal-Sieger: 1971/72 (MKE Ankaragücü)
- Türkischer Fußballpokal-Zweiter: 1972/73 (MKE Ankaragücü)